# Salebria acrobasella
Salebria acrobasella är en fjärilsart som beskrevs av Hans Georg Amsel 1950. Salebria acrobasella ingår i släktet Salebria och familjen mott. Inga underarter finns listade i Catalogue of Life.